# Val d'Oust
Val d'Oust is een gemeente in het Franse departement Morbihan in de regio Bretagne die deel uitmaakt van het arrondissement Pontivy. De gemeente telde 2.808 inwoners op 1 januari 2022.

## Geschiedenis
\al d'Oust is op 1 januari 2016 ontstaan door de fusie van de gemeenten La Chapelle-Caro, Quily en Le Roc-Saint-André.

## Geografie
De oppervlakte van Val d'Oust bedraagt 31,81 vierkante kilometer; Op 1 januari 2022 was de bevolkingsdichtheid 88,3 inwoners per km².

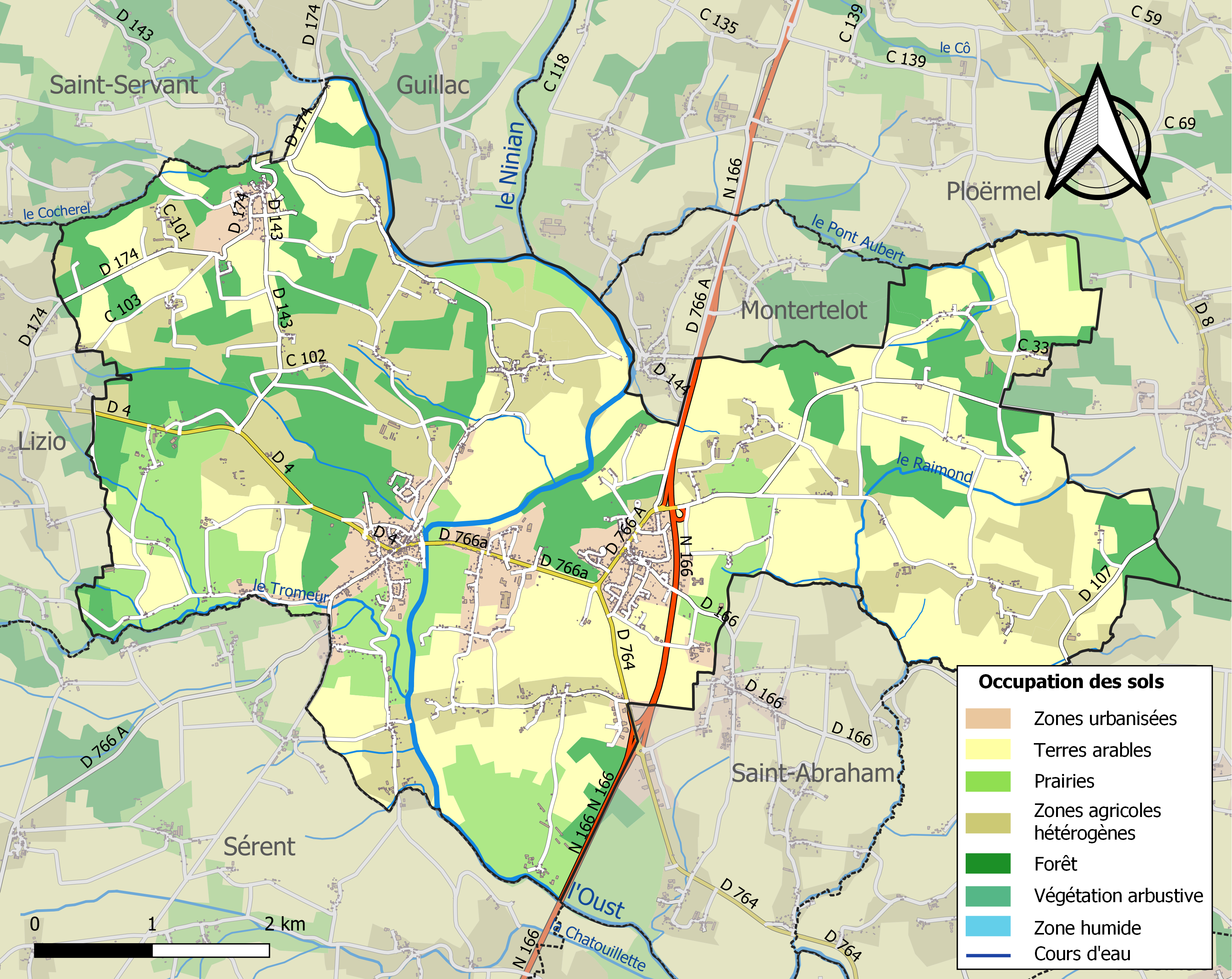
Kaart van de gemeente met de belangrijkste infrastructuur, bodemgebruik en omliggende gemeenten

## Verkeer en vervoer
In de gemeente ligt het gesloten Station Roc-Saint-André - La Chapelle. 
Bignan · Billio · Bohal · Buléon · Caro · Guéhenno · Lizio · Malestroit · Missiriac · Moréac · Pleucadeuc · Plumelec · Ruffiac · Saint-Abraham · Saint-Allouestre · Saint-Congard · Saint-Guyomard · Saint-Jean-Brévelay · Saint-Laurent-sur-Oust · Saint-Marcel · Saint-Nicolas-du-Tertre · Sérent · Val d'Oust